# غرق شدن کشتی ام‌وی سه‌وول
در صبح روز ۱۶ آوریل ۲۰۱۴، کشتی مسافربری ام‌وی سه‌وول در مسیر اینچئون به سوی شهر ججو در کره جنوبی غرق شد. این شناور ۶٬۸۲۵ تنی، ساعت ۰۸:۵۸ (به وقت کره جنوبی) (برابر با ۲۳:۵۸ به وقت هماهنگ جهانی در ۱۵ آوریل) از حدود ۲٫۷ کیلومتری شمال جزیرهٔ بیونگ‌پونگ پیام اضطراری ارسال کرد. از مجموع ۴۷۶ مسافر و خدمه، ۳۰۴ نفر جان باختند که در میان آنان حدود ۲۵۰ دانش‌آموز دبیرستان دان‌وون از شهر آنسان حضور داشتند. حدود ۸۲ درصد قربانیان سانحه را کودکان تشکیل می‌دادند و از میان ۱۷۲ نجات‌یافته، بیش از نیمی توسط قایق‌های ماهیگیری و دیگر شناورهای تجاری که حدود ۴۰ دقیقه پیش از گارد ساحلی کره جنوبی به محل حادثه رسیده بودند، نجات یافتند.
غرق‌شدن کشتی سه‌وول واکنش‌های گسترده‌ای در سطح اجتماعی و سیاسی در کره جنوبی برانگیخت. بسیاری از مردم عملکرد کاپیتان و بیشتر خدمه کشتی را مورد انتقاد قرار دادند. همچنین شرکت مالک کشتی، چونگ‌هه‌جین مارین و نهادهای نظارتی مسئول بر فعالیت‌های آن، هدف انتقادات قرار گرفتند. دولت رئیس‌جمهور پارک گون هه نیز به دلیل نحوهٔ رسیدگی به بحران و تلاش برای کم‌اهمیت جلوه دادن مسئولیت دولت، با واکنش منفی افکار عمومی روبه‌رو شد. گارد ساحلی کره جنوبی نیز به خاطر مدیریت ضعیف حادثه و انفعال نیروهای امدادی حاضر در صحنه، مورد سرزنش قرار گرفت.
خشم عمومی همچنین متوجه گزارش‌های نادرست اولیهٔ دولت و رسانه‌های کره‌ای بود که ادعا کرده بودند همه سرنشینان نجات یافته‌اند. افزون بر این، دولت به دلیل اولویت دادن به حفظ وجهه عمومی در برابر نجات جان شهروندان از جمله رد پیشنهاد کمک از سوی کشورهای دیگر و تلاش برای کم‌اهمیت جلوه‌دادن ابعاد فاجعه، به شدت مورد انتقاد قرار گرفت.
در ۱۵ مه ۲۰۱۴، کاپیتان کشتی به همراه سه نفر از خدمه به اتهام قتل محاکمه شدند و یازده نفر دیگر از اعضای خدمه به دلیل ترک کشتی مورد پیگرد قضایی قرار گرفتند. در چارچوب تلاش دولت برای مدیریت افکار عمومی نسبت به واکنش رسمی به حادثه، حکم بازداشت یو بیونگ اون (که به عنوان مالک شرکت چونگ‌هه‌جین مارین معرفی شده بود) صادر شد، اما با وجود یک عملیات جست‌وجوی سراسری در کشور، اثری از او یافت نشد. در ۲۲ ژوئیه ۲۰۱۴، پلیس اعلام کرد که جسدی که در مزرعه‌ای در شهر سونچون، حدود ۲۹۰ کیلومتر (۱۸۰ مایل) در جنوب سئول پیدا شده بود، متعلق به یو بیونگ اون است.